# 汗腺
汗腺（かんせん、英:Sweat gland, sudoriferous, sudoriparous glands）は、皮膚にある汗を分泌する腺である。

## 種類
ヒトの汗腺には次の2種が存在する。
エクリン腺 (Eccrine sweat glands)
口唇や亀頭などの一部を除く全身にあり、場所によって密集度が異なる。分布密度は130-600個/平方センチメートルであり、総数は約300万個とされている。ヒトにおいて主に体温を下げるために利用される。精神的緊張や味覚刺激でも発汗することが知られている。アセチルコリンおよび交感神経によりこれらの発汗は支配されている。表皮に直接開口している。
アポクリン腺 (Apocrine sweat glands)
エクリン腺よりも大きく、分泌機構も異なり、断頭分泌（離出分泌）による。ヒトでは主に腋窩、外耳道、鼻翼、乳輪や外陰部等の比較的特定の部位に存在する。アポクリン汗腺はアドレナリン作動性であり、主に情緒刺激で発汗する。ヒトでは芳香腺としての機能が退化しておりほとんど体温調節にしか寄与しないが、ウマやウシなどでは芳香腺として機能する。分泌される汗自体は無臭であるが、皮膚表面で常在菌によって成分が分解され、臭気をおびる。発達が性ホルモンと関係しており、性機能との関連が考えられている。乳腺、睫毛腺もこの一種である。

## 構造

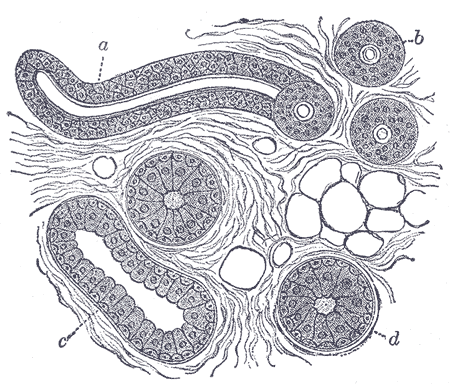
いくつかの方向からの汗腺の断面

汗腺はシンプルな細管で根元ではコイル状に巻いている。根元で形成している分泌コイルは皮下組織深くにあり、全体が脂肪組織に取り囲まれている。アポクリン腺は細管が分枝している単層構造で、エクリン腺は分枝していないコイルを巻いた二層構造である。すべての汗腺の分泌コイルは、棒状で伸縮性のある筋上皮細胞に覆われている。アポクリン腺とエクリン腺のコイル部の直径はそれぞれ800と500-700μmである。アポクリン腺の細管の直径は80-100μm、エクリン腺では30-40μmである。分泌腺から汗を運ぶ排出管は立方細胞の二重層によって配列している。
それぞれの汗腺は数個の神経線維を受けており、1つ以上の軸索のバンドの中へ分枝し、個々の分泌コイルの細管を囲んでいる。毛細血管も細管と互いに織り合わさっている。

## 動物の汗腺
哺乳類の中でもネコは四肢の裏側にのみ汗腺があり、イヌやその祖先であるオオカミはそれすら十分に発達しておらず（事実上汗腺を持っていない）汗腺の代わりに長い舌を垂らして激しい呼吸を行い、それによって舌に付着した唾液を蒸発させるパンティングにより体温調整を行っている。また、水棲傾向が強いため汗をかく必要がないクジラやカバのような哺乳類、更にゾウも汗腺をもたない。

## 画像
|  |  |  |